# Yaël Farber
Yaël Farber (Johannesburgo, 1971) es una directora teatral sudafricana, de renombre internacional, por la adaptación de obras como "Molora", "La señorita Julia" o "El Crisol", entre otras.

## Biografía
Yaël Farber, nació en 1971, en Johannesburgo (Sudáfrica). Estudió actuación y dirección en Ciudad del Cabo. Comenzó interpretando, hasta que, con 28 años de edad, dirige su primera obra, "Compras y follando", una producción del dramaturgo británico Mark Ravenhill, con la que ganó su primer premio. A esta obra siguieron otras, todas ellas, con gran éxito de crítica. Sus obras se han representado en teatros de todo el mundo, desde Sudáfrica a Estados Unidos, Canadá, Reino Unido, Australia, Japón, India o Los Emiratos Árabes Unidos. Entre 2009 y 2012 fue profesora de la Escuela Nacional de Teatro en Toronto (Canadá). En 2013, la Universidad Autónoma de Barcelona publica una tesis en la que se analiza la mitología griega según la obra de tres autores teatrales, uno de ellos es Yaël Farber.

## Obra
En su obra, esta directora se muestra muy comprometida con temas sociales como el "Apartheid" o la violencia de género.
- 1999 - "Compras y follando" adaptación de la obra de "Mark Ravenhill"
- 2000 - "Mujer en espera" obra de Yaël Farber publicada e interpretada en torno al apartheid.
- 2001 - "Sezar" obra de Yaël Farber publicada e interpretada en torno al apartheid.
- 2003 - "Amajuba" obra de Yaël Farber publicada e interpretada en torno al apartheid.
- 2003 - "Él se fue en silencio" obra de Yaël Farber publicada e interpretada en torno al apartheid.
- 2004 - "Molora" adaptación de "Electra", basada en la trilogía de "Las Orestiadas"
- 2011 - "Kadmos" obra de Yaël Farber publicada pendiente de producción.
- 2011 - "Ram" obra de Yaël Farber publicada pendiente de producción.
- 2012 - "La señorita Julia" adaptación de la obra noruega "Fröken Julie" de "August Strindberg"
- 2013 - "Nirbhaya" obra de Yaël Farber publicada e interpretada en torno a la violencia de género en la India.
- 2014 - "El Crisol" adaptación de "Las brujas de Salem" de "Arthur Miller"

## Premios
Entre los premios cosechados a lo largo de su trayectoria profesional se encuentran los siguientes:
- 1999 - Vita Awards
- 2000 - Scotsman Fringe First Awards
- 2003 - Herald Angel Awards
- 2001 - BBC Sony Awrds
- 2002 - Naledi Awards
- 2008 - Naledi Awards
- 2012 - South Africa’s Fleur du Cap; Herald Angel Awards; Scotsman Fringe First Awards; Best of Edinburgh Awards
- 2013 - Herald Angel Awards; Scotsman Fringe First Awards; The Amnesty Freedom of Expression Award; Naledi Awards; Boston’s Elliot Norton Awards.